# Nieglinnaja
Nieglinnaja, ros. Неглинная (także: Nieglinka, Samotioka) – podziemna rzeka w samym centrum Moskwy o długości 7,5 km, stanowiąca dopływ rzeki Moskwa.
Kreml moskiewski został wybudowany na zachodnim brzegu rzeki Nieglinnaja, która pełniła niegdyś funkcję fosy.

## Galeria

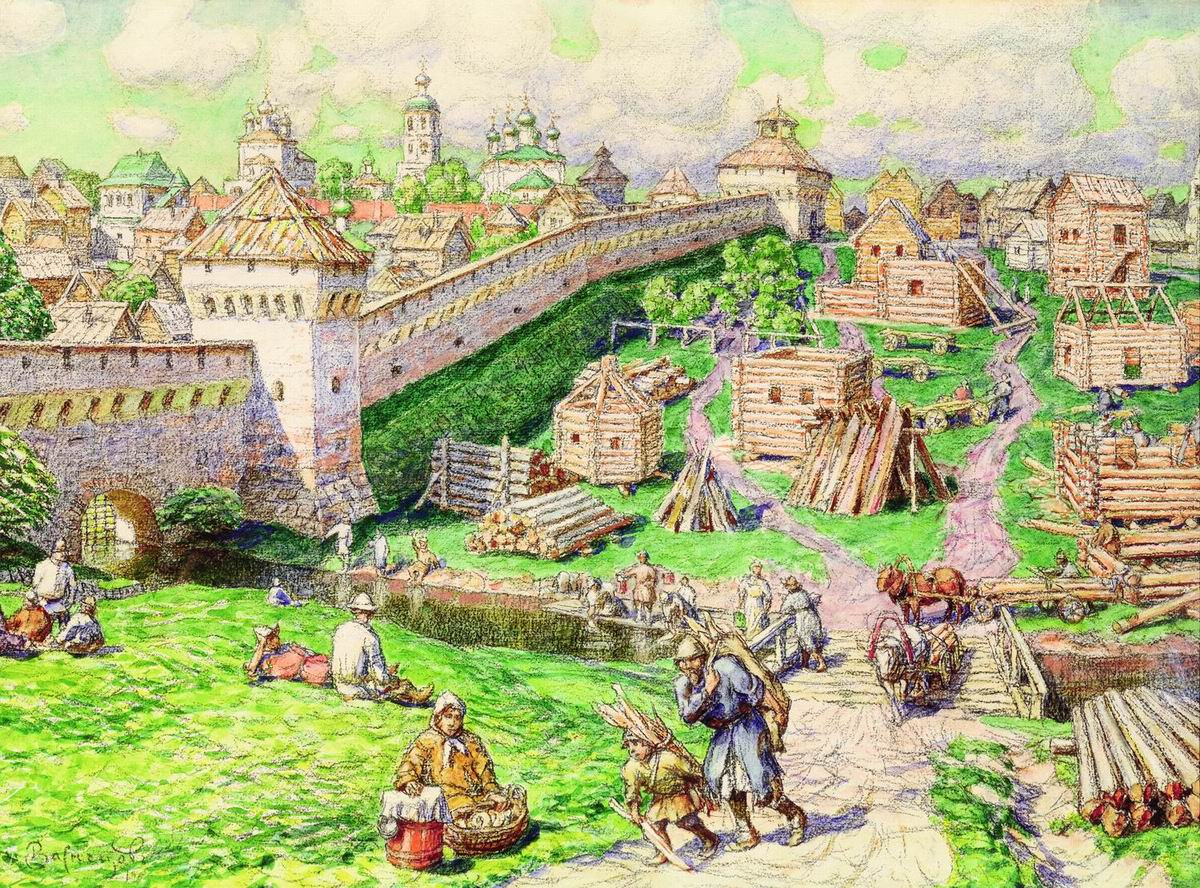
Apollinarij Wasniecow - Mury Białego grodu
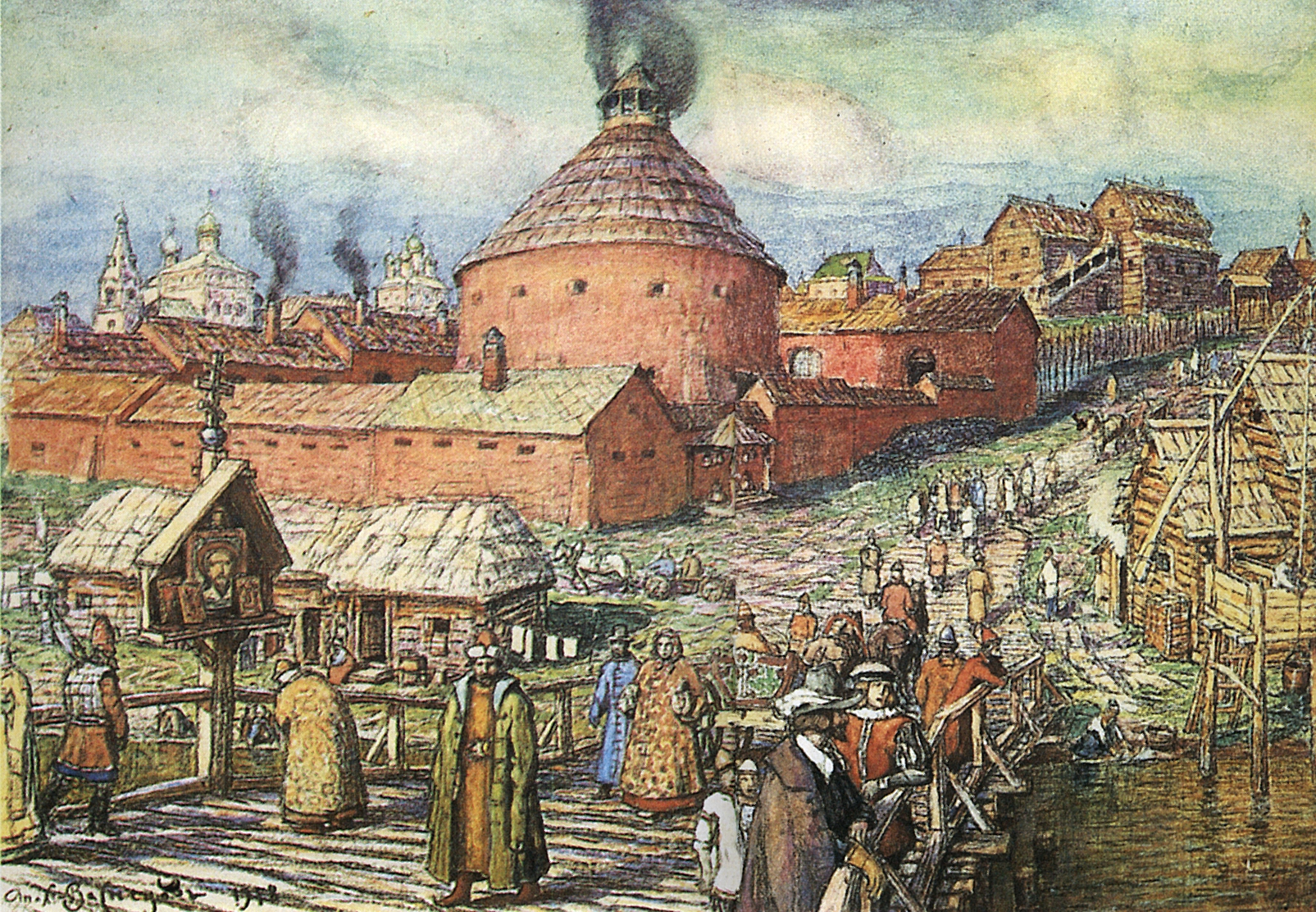
Apollinarij Wasniecow - Most Kuzniecki
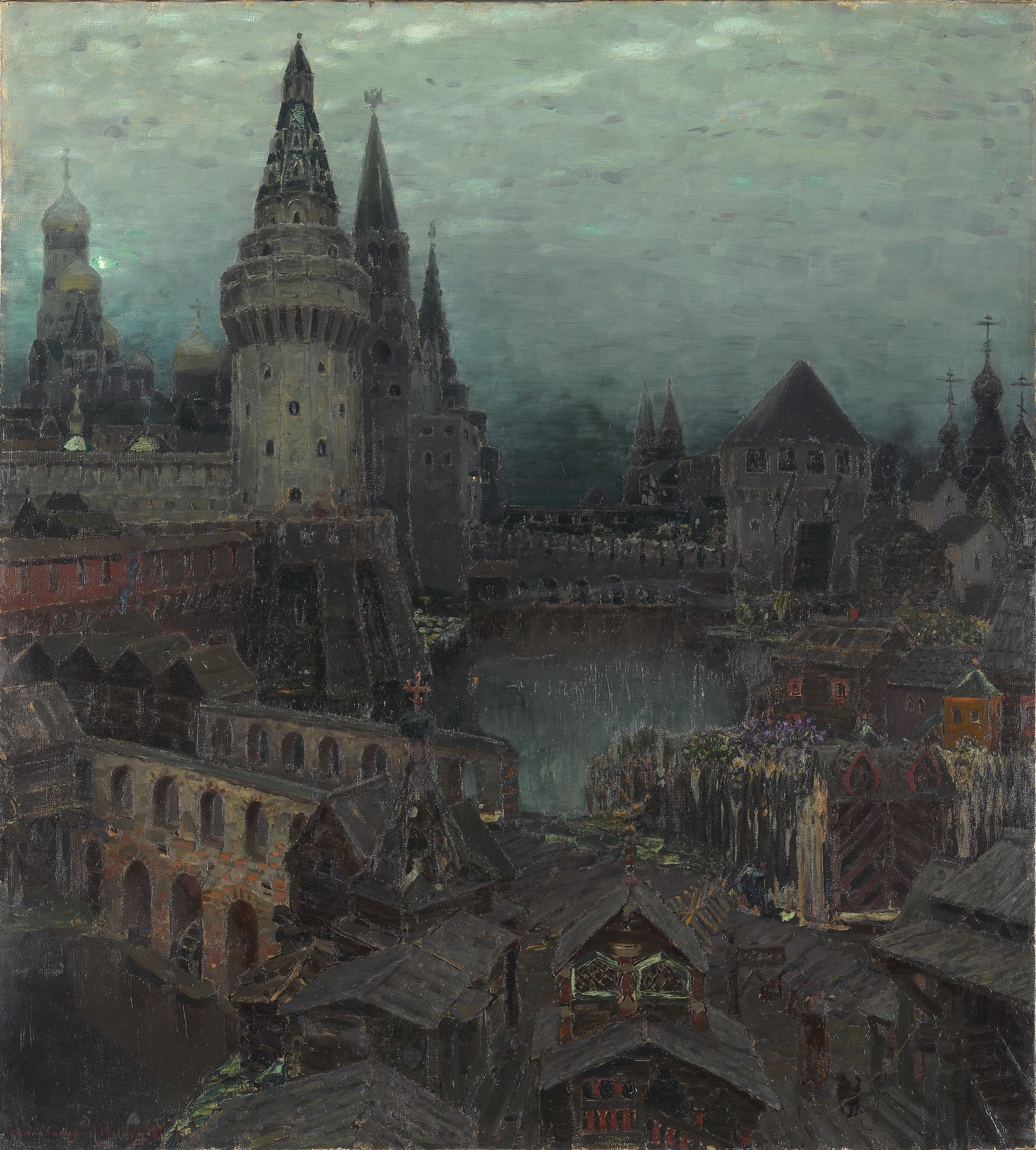
Apollinarij Wasniecow - Most Woskriesienski, w oddali most Troicki
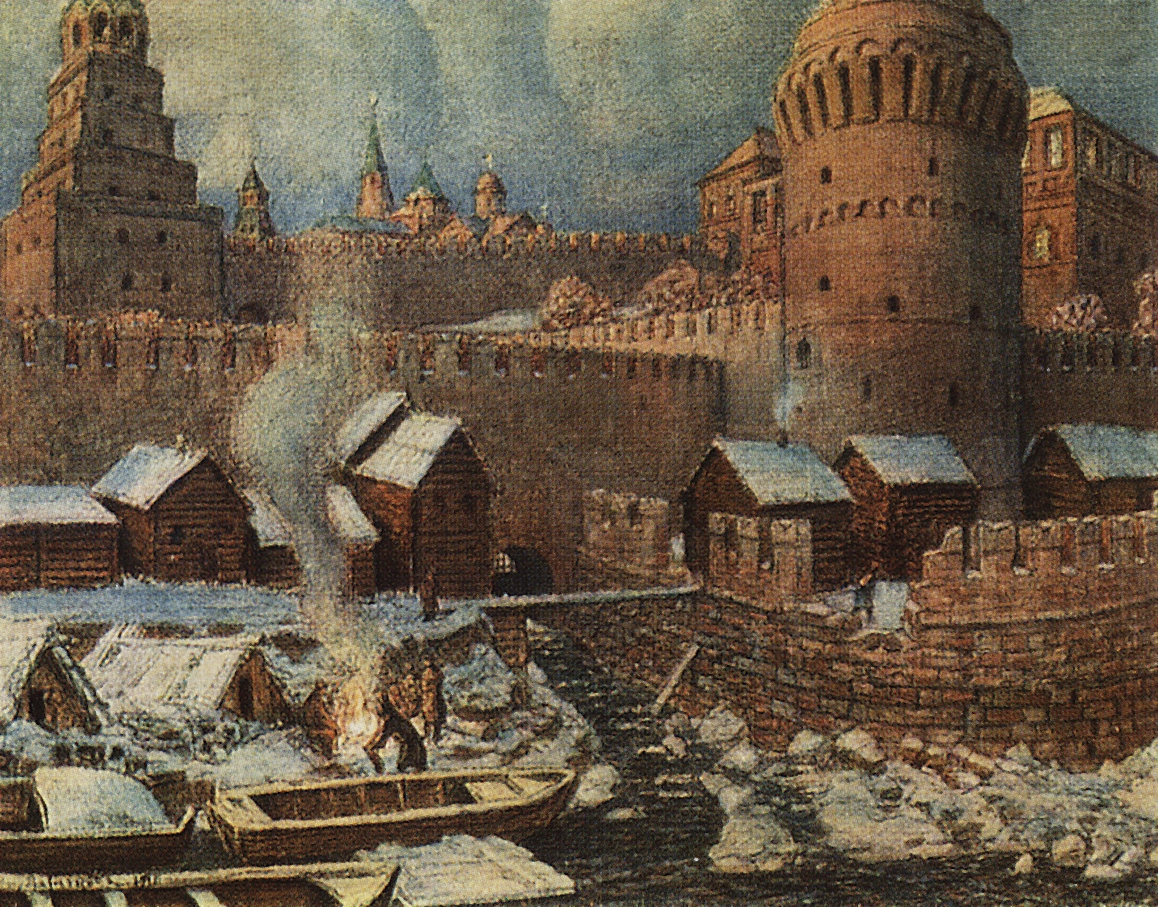
Apollinarij Wasniecow - Góra Nieglinnaja
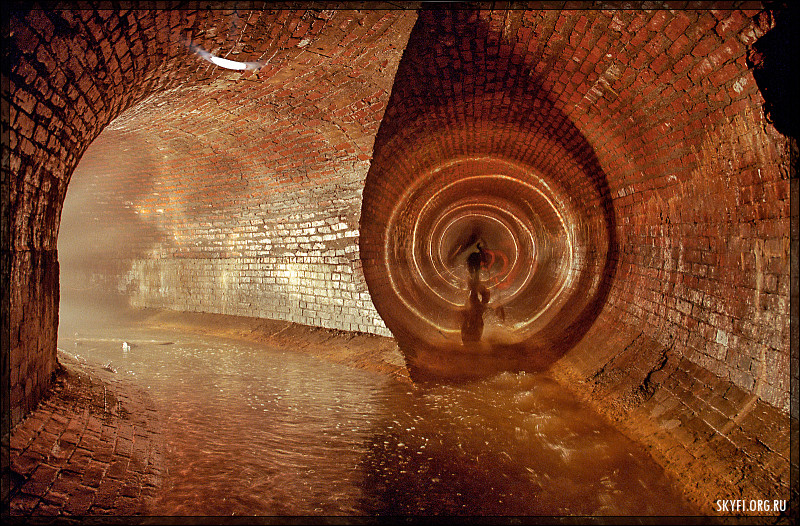
Rzeka Nieglinnaja
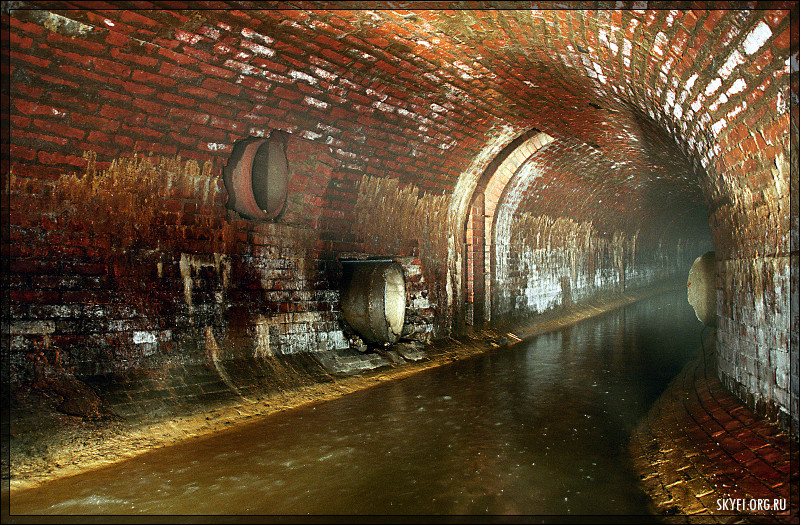
Liczne rury dopływowe podziemnej rzeki
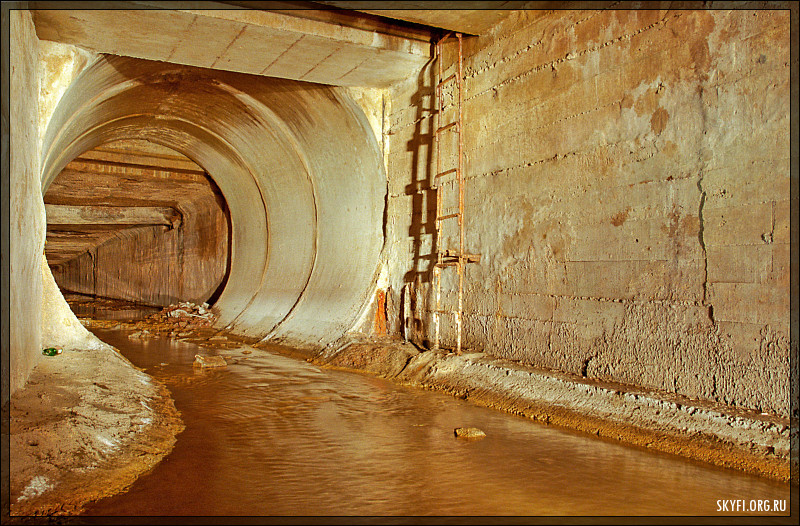
Tunele połączeniowe
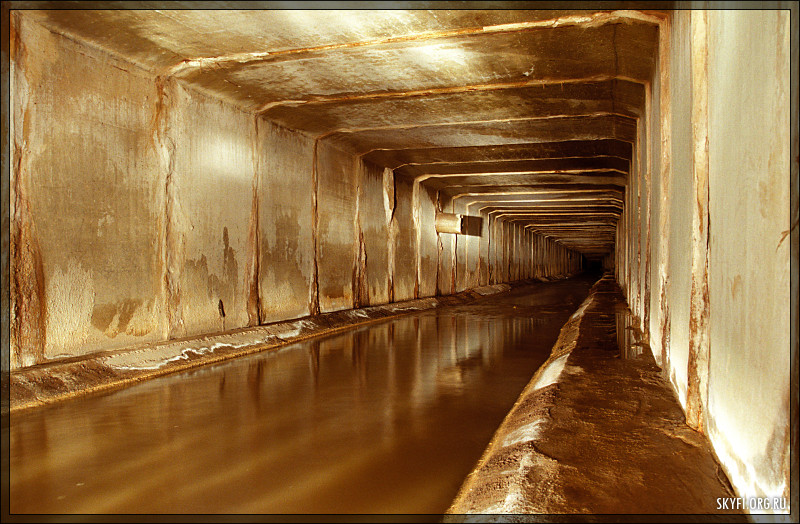
Współczesna sekcja tunelu
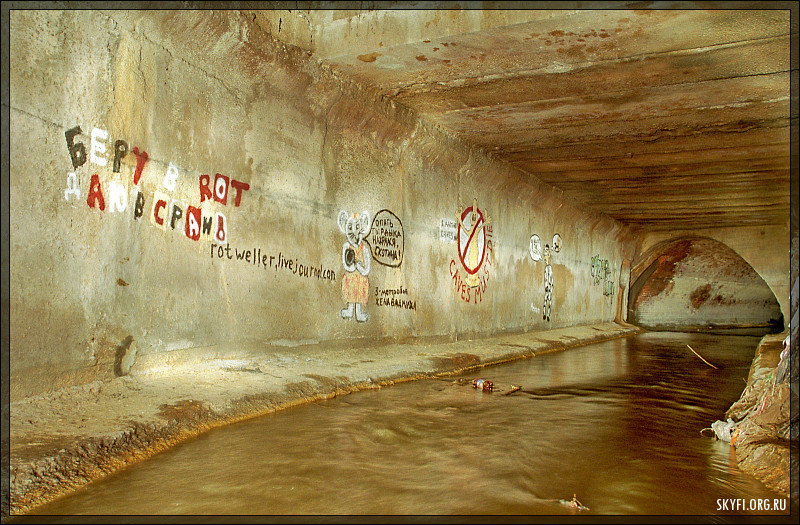
Współczesna sekcja łączy się z historycznym przebiegiem tunelu
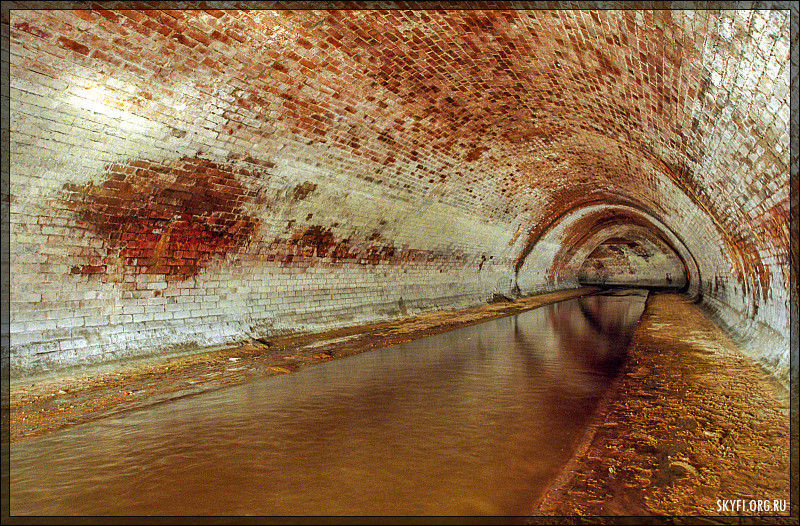
Historyczny tunel
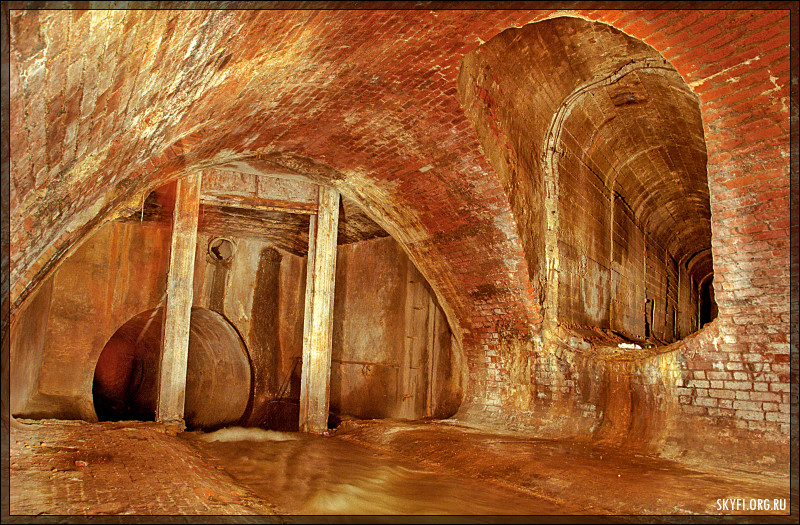
Węzel tuneli
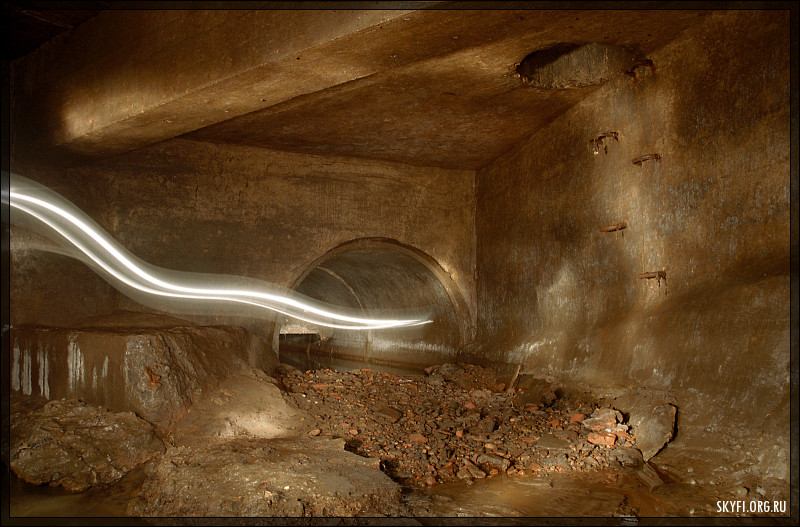
Wyjście na powierzchnię